# 키롭스키구 (상트페테르부르크)

키롭스키 구의 위치

키롭스키구(러시아어: Кировский район)는 상트페테르부르크에 위치한 구이다.
- 울랸카(Ульянка)
- 압토보(Автово)
- 나릅스키(Нарвский)